# シガーボックス

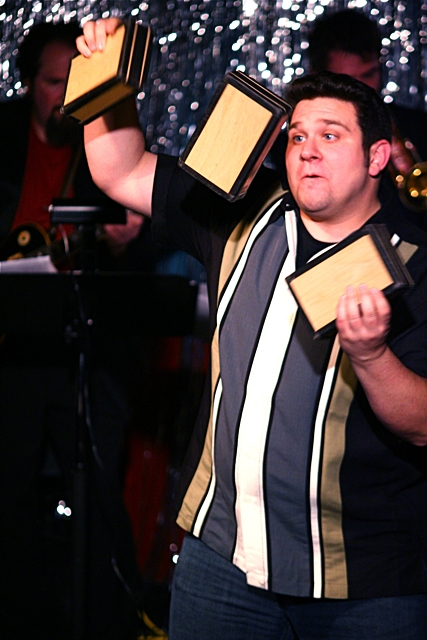
シガーボックスを使ったジャグリング

シガーボックスは、ジャグリングの道具の一つ。

## 概要
一般的には2つの箱で1つの箱をはさんで持ち、落とさずに操る。4つ以上の箱を使うジャグラーも存在する。「シガーボックス」の名前は、葉巻タバコを入れる箱が由来。
トスジャグリングのように箱を投げたり、重ねてバランス芸を披露したりする。箱が合わさるたびにカン、カンという音がするのが特徴。
少なくとも日本では江戸時代の遊女がシガーボックスでジャグリング芸を見せる絵が確認できる。

## 基本的な技
端返し
手に持った箱を半回転させる。
持ち替え
箱の向きはそのままで上から箱を持っている手を離し、手を上から下に回して下から箱を持つ。
中抜き
片方の箱から手を放し、挟まれている箱を掴む。その後、元々持っていた箱を挟み込み、最初のポジションへ戻る。
外抜き
元々片方の手で持っていた箱を反対側の手で掴み、下をくぐらせて元のポジションへ戻る。箱を取られたほうの手は元々真ん中にあった箱を掴むことになる。
足くぐり
両手で持っている箱に挟まれている箱の列を、足の下に通す状態にする。
大回転
外抜きの要領で箱を外側から取り、一回転させてもとの位置で挟み込む。大回転後、箱の位置関係は変化しないが、手がクロスすることになる。世界半周と呼ばれることもある。

## その他
TBSのテレビ番組『しあわせ家族計画』でも宿題として「シガーボックス」が取り上げられることがあった。番組中では「片手ひねり(右）もどし・片手ひねり(左）もどし」「片手ひねり(右）持ち替え・片手ひねり(左）持ち替え」「片手ひねり(右・左）持ち替え」「中抜き(右)2回」「中抜き(左)2回」「左ぬき2回」「足くぐり(右・左)」「3個同時投げ」「中飛ばし1回転チャッチ」をノーミスでクリアすることが宿題として取り上げられたが、難易度がとても高く、特に「3個同時投げ」「中飛ばし1回転チャッチ」に関しては、1個でも向きが異なった時点で失敗であるため、ほとんどの家族が「中飛ばし1回転チャッチ」で失敗しており、一般個人がようやく成功させるまで、成功者が出なかった。

## 関連書籍
- 「シガーボックスパーフェクトガイド」（ナランハ）